# 개인정보처리방침
개인정보처리방침, 혹은 개인정보보호정책(Privacy Policy)은 어떤 당사자가 고객의 개인정보를 어떻게 수집, 사용, 공개, 관리하는지를 밝히는 선언 또는 법적 문서를 말한다. 개인 정보는 이름 · 주소 · 생년월일 · 혼인여부 · 연락처 · ID번호 및 유효기간 · 재정정보 · 신용정보 · 의료기록 등 개인이 여행하거나, 매매계약을 체결하는 등의 상황에 있어서, 개인을 식별할 수 있는 정보들을 말한다.어떤 개인정보들이 수집되고, 그것이 비밀로 유지되는지, 협력업체들과 공유하는지 또 다른 회사들에 어떻게 양도되는지 하는 등에 대하여 밝혀 놓고 있다.
개인정보처리방침은 그것이 개인의 신체와 도덕의 자치권에 기반하고 있으므로 현대국가에 있어서 중요한 의미를 지닌다. 그러한 이유로, 이것은 헌법적 보호를 받을 가치가 있다. 보호정책에 담겨야 할 내용들은 보호정책을 요구하는 관할 법률에 따라 달라질 수 있다. 대부분의 국가들은 누가 보호되고, 어떤 정보들이 수집되고 사용될 수 있는지에 대한 입법과 지침을 가지고 있다. 일반적으로, 유럽에서의 데이터 보호법은 민간영역과 공공영역으로 나누어 정보를 보호하고 있다. 이 법은 정부의 개인정보 관리에 뿐만 아니라, 민간회사들과 상업 거래에서도 적용된다. 북미에서 정보보호법은(퀘백 제외) 공공영역에서만 적용될 뿐, 민간 영역에는 적용되지 않는다. 그러나, 북미의 민간 사업체들 대다수는 자신의 보호정책과 윤리강령을 발전시킬 동기를 가지고 있다.

## 역사
1968년 유럽평의회는 이전에는 널리 이용되지 않고 있던 방법으로 연결되고 전송될 수 있는 컴퓨터 기술에 의하여 야기된 새로운 위협을 인식하며, 인권에 미치는 기술의 영향에 대하여 연구하기 시작하였다. 또한, 1969년 OECD는 개인정보 적용에 있어서 탈국가화에 대하여 연구하기 시작하였다. 이러한 것들은 평의회가 개인영역과 공공영역에 걸쳐 개인정보의 보호를 발전시키도록 하는 정책을 추천하도록 이끌었다. 1981년, 개인정보의 자동적 처리에 관한 개인의 보호에 관한 협약(협약 제108호)이 도입되었다. 세계최초로 입법화된 개인정보보호법은 1973년의 스웨덴 데이터 법이었다. 뒤이어 1977년에는 서독의 데이터 보호법, 1978년 정보, 데이터 뱅크, 자유에 관한 프랑스법률이 잇달아 입법되었다.